# 隘門

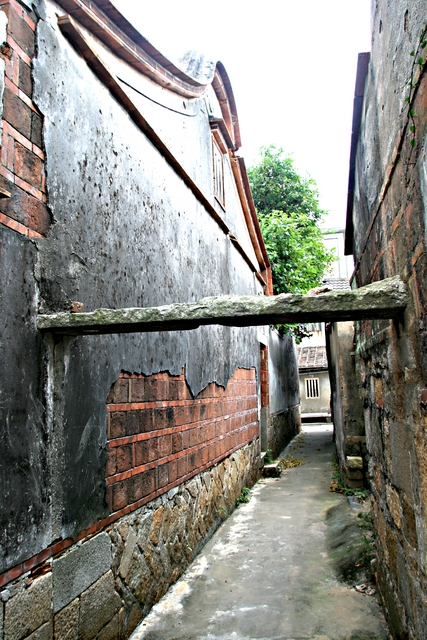
金門金城北門外明遺古蹟之隘門遺跡

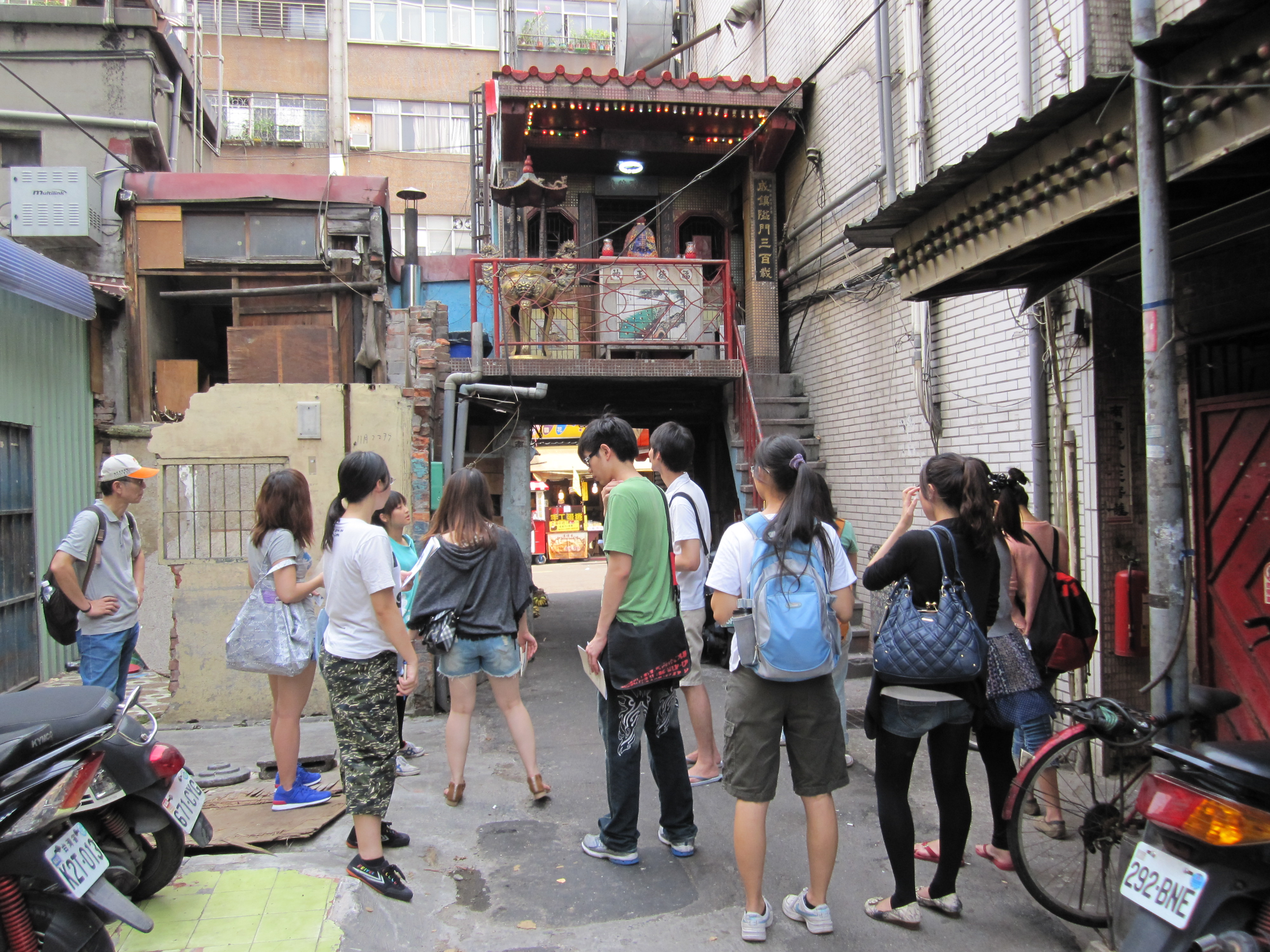
艋舺隘門，現已拆除

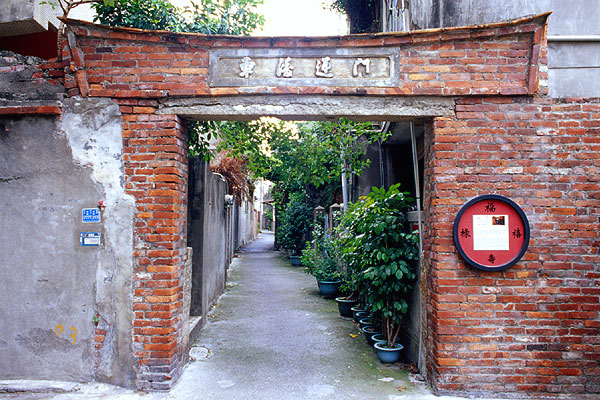
鹿港後車巷隘門

隘門，臺灣清領時期傳入台灣，為早期相當普遍設置於村落或城市街道巷弄中的防禦建築。形式有磚石造的牆門及單開間的門樓，平日入夜後即行關閉，阻止盜賊進犯，以確保居民的安全，保護同鄉住所

## 台灣
鹿港隘門，為鹿港鎮的縣定古蹟，用於防範盜賊之外，也是鹿港各角頭的界線，故有「惡不過隘門」一說 。過去鹿港有許多隘門，但大多在日治時期市區改正時被拆除，目前僅留下位於後車巷的隘門。
目前所知臺南市僅存之二座隘門皆位於祀典武廟附近的巷弄裡，分別是「永福路二段197巷6弄隘門」及「利源巷隘門」，均大致留存原尺度及構法（如磚砌方式、花崗岩石楣、砌磚填充灰縫等），兩座隘門與其周邊巷弄亦仍保存原臺南府城之空間紋理及尺度，具保存價值及地區性建造物類型特色。
雲林縣的北港街亦設有隘門，宮口街、蜊仔街、埔仔街、橫街、溪底街等各處設置二十個隘門。:229-230
澎湖縣湖西鄉有一隘門村，即以隘門為聚落名稱。